# Анита Дајамант
Анита Дајамант (енгл. Anita Diamant, рођена 27. јуна 1951) америчка је ауторка белетристике и књига нефикције.  Објавила је пет романа, од којих је најновији  Девојка из Бостона, најпродаванији на листи "Њујорк Тајмса".  Најпознатија је по роману Црвени шатор из 1997, који је на крају постао најпродаванији и омиљени у "Клубу за расправу о књигама".   Такође је написала шест водича за савремену јеврејску праксу, укључујући Ново јеврејско венчање, Живети јеврејским животом и Нова јеврејска књига за бебе, као и збирку личних есеја Pitching My Tent.

## Рани живот и образовање
Дајамант је рано детињство провела у Неварку у држави Њу Џерзи и преселила се у Денвер у Колораду када је имала 12 година.  Похађала је Универзитет Болдер, Колорадо и прешла на Универзитет Вашингтон у Сент Луису у држави Мисури, где је 1973. године стекла диплому из упоредне књижевности. Затим је магистрирала енглески језик на Универзитету Бингамтон 1975. године.

## Каријера
Дајамант је књижевну каријеру започела 1975. године као слободна новинарка. Њени чланци су објављени у часописима Boston Globe, , Parenting часопис, New England Monthly, Yankee, Self, Parents, McCall's и Ms. 
Издавањем Новог јеврејског венчања објављеним 1985. године, почела је да објављује књиге, а од тада је објавила још пет књига о савременој јеврејској пракси. Њен деби као писца фикције наступио је 1997. године са Црвеним шатором, а затим су уследили романи Добра лука и Последњи дани псећег града.  Ово последње представља живот у умирућем рту Ан,  Масачусетс, насељу Dogtown, почетком 19. века. 
Њен следећи роман, Дан после ноћи (2009), говори о четири жене које су преживеле Холокауст и које су се у периоду након завршетка рата и пре оснивања Државе Израел нашле смештене у прихватном центру Атлит, јужно од Хаифе, у британском мандату Палестине. 
2014. године објавила је роман Девојка из Бостона, прича о пунолетству девојке имигранткиње почетком 20. века.

## Лични живот
Дајамнат је председник и оснивач Mayyim Hayyimа: Заједница живих вода Mikveh и Образовни центар, ритуално купатило са седиштем у заједници у Њутон, Масачусетс.
Живи у Њутону, Масачусетс, удата је и има једну ћерку.

### Романи
- The Red Tent (Црвени шатор) (1997)
- Good Harbor (Добра лука) (2001)
- The Last Days of Dogtown (Последњи дани псећег града) (2005)
- Day After Night (Дан после ноћи) (2009)
- The Boston Girl (Девојка из Бостона) (2014)

### Публицистика
Аутобиографије

- Pitching My Tent: On Marriage, Motherhood, Friendship, and Other Leaps of Faith  (Подигните мој шатор: О браку, мајчинству, пријатељству и другим скоковима вере) (2003)

Водичи

- The New Jewish Wedding  (Ново јеврејско венчање) (1985, ревидирано 2001)
- The New Jewish Baby Book  (Нова јеврејска књига за бебе) (1988, ревидирана 2005)
- What to Name Your Jewish Baby (Како именовати своју јеврејску бебу) (1989)
- Living a Jewish Life (Живети јеврејским животом) (1991, ревидирано 2007, са Howard Cooper-ом)
- Bible Baby Names: Spiritual Choices from Judeo-Christian Sources (Библијска имена беба: духовни избори из јудео-хришћанских извора) (1996)
- Saying Kaddish: How to Comfort the Dying, Bury the Dead, and Mourn as a Jew (Казивање кадиса: Како утешити умируће, сахранити мртве и туговати као Јевреј) (1998)
- Choosing a Jewish Life: A Handbook for People Converting to Judaism and for Their Family and Friends  (Избор јеврејског живота: Приручник за људе који прелазе у јудаизам и за њихову породицу и пријатеље) (1998)
- How to Raise a Jewish Child: A Practical Handbook for Family Life  (Како одгајати јеврејско дете: Практични приручник за породични живот) (2000, са Karen Kushner)
- How to Be a Jewish Parent: A Practical Handbook for Family Life Како бити јеврејски родитељ: Практични приручник за породични живот (2000, са Karen Kushner)
- The Jewish Wedding Now  (Јеврејско венчање сада) (2017)

Истинити догађаји

- Life and Death in the Nursery (Живот и смрт у расаднику) (1985)